# Stizocera delicata
Stizocera delicata là một loài bọ cánh cứng trong họ Cerambycidae.